# Glypta heinrichi
Glypta heinrichi är en stekelart som beskrevs av Dasch 1988. Glypta heinrichi ingår i släktet Glypta och familjen brokparasitsteklar. Inga underarter finns listade i Catalogue of Life.